# Boutros Boutros-Ghali
Pour les articles homonymes, voir Boutros et Ghali.
Boutros Boutros-Ghali (en arabe : بطرس بطرس غالي, /ˈbotɾos ˈɣæːli/ ; en copte : Ⲡⲉⲧⲣⲟⲥ Ⲡⲉⲧⲣⲟⲥ-Ⲅⲁⲗⲓ), né le 14 novembre 1922 au Caire et mort le 16 février 2016 dans la même ville, est un universitaire, juriste, politologue, homme d'État et diplomate égyptien,. Il est le sixième secrétaire général de l'Organisation des Nations unies, de janvier 1992 à décembre 1996 et le 1er secrétaire général de la Francophonie de novembre 1997 à décembre 2002.

## Biographie

### Jeunesse et études
Boutros Boutros-Ghali est né au Caire, en Égypte, dans une famille de la haute bourgeoisie copte. Il est le petit-fils de Boutros Ghali Pacha, Premier ministre égyptien, assassiné en 1910, ainsi que le neveu de Naguib Pacha Boutros-Ghali, ministre des Affaires étrangères de 1914 à 1922 et de Wacyf Boutros-Ghali, ministre des Affaires étrangères en 1924 puis à nouveau entre 1928 et 1930.
Il suit des études de droit et obtient une licence de droit à l'université du Caire en 1946. En 1949, il est lauréat de l'Institut d'études politiques de Paris (section Relations internationales), et obtient un doctorat en droit international de l'université de Paris. 
La même année il devient professeur de droit international et de relations internationales à l'université du Caire, un poste qu'il occupe jusqu'en 1977. En 1965, il devient président de la Société égyptienne de droit international, puis en 1975 président du Centre d'études politiques et stratégiques (Al-Ahram).
De 1954 à 1955 il est le bénéficiaire d'une bourse de recherche Fulbright à l'université Columbia ; il est aussi directeur du centre de recherche de l'Académie de droit international de La Haye de 1963 à 1964 et professeur invité à la faculté de droit de l'université de Paris de 1967 à 1968.

### Carrière professionnelle et universitaire

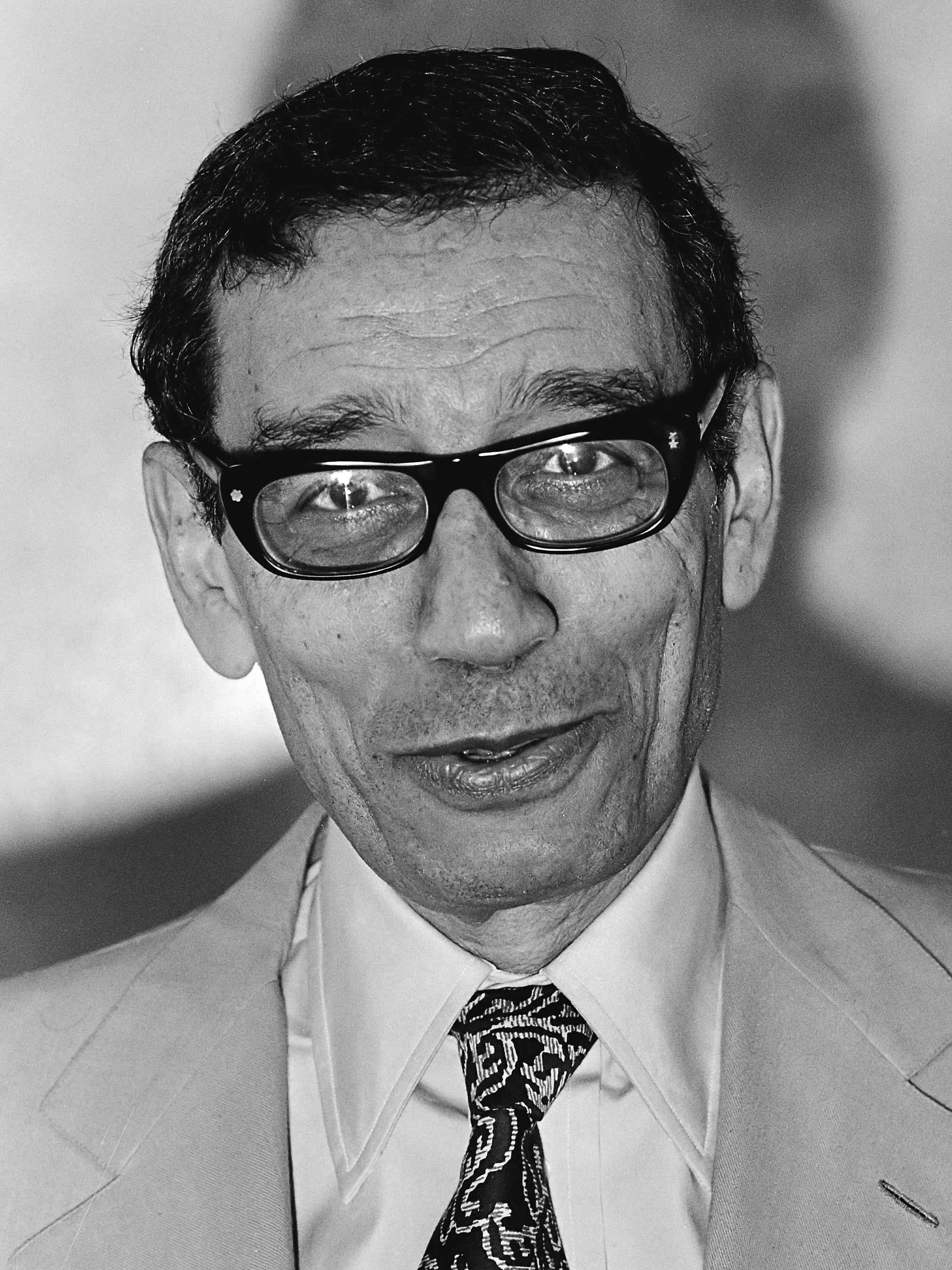
Boutros Boutros-Ghali (1980).

Membre de la Commission du droit international de 1979 à 1991, il a également fait partie de la Commission internationale de juristes.
Il a exercé bon nombre d'activités professionnelles et universitaires en rapport avec son expérience du droit, des affaires internationales et des sciences politiques; il a notamment été membre de l'Institut de droit international, de l'Institut international des droits de l'homme - Fondation René Cassin, de la Société africaine d'études politiques et de l'Académie des sciences morales et politiques.
Il était aussi membre d'honneur étranger à l'Académie des sciences de Russie et à l'Académie nationale des sciences de Biélorussie. Fondateur de la publication Al-Ahram Igtisadi, dont il a été rédacteur en chef de 1960 à 1975, il était aussi le fondateur de la revue trimestrielle Al-Seyassa Al-Dawlia, qu'il a dirigée jusqu'en décembre 1991.

### Carrière politique

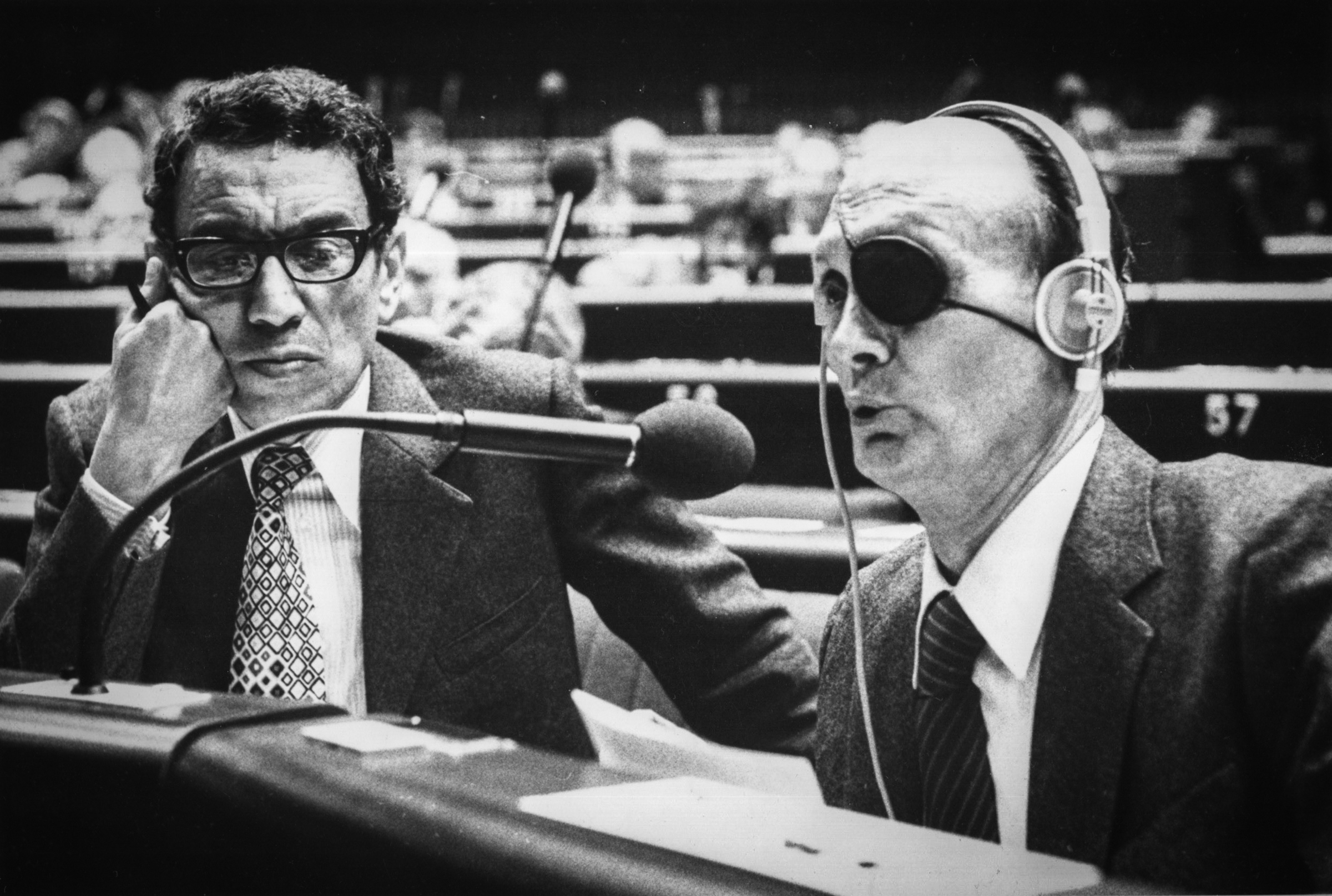
Boutros Boutros-Ghali et Moshe Dayan au Conseil de l'Europe à Strasbourg le 10 octobre 1979.

Défenseur du tiers-monde, il est ministre d'État égyptien des Affaires étrangères (après le ministre des Affaires étrangères dans l'ordre protocolaire) à partir de 1977 et prend ensuite en 1991 le poste de vice-Premier ministre égyptien chargé des affaires étrangères. Il est avec son homologue israélien Moshe Dayan, l'un des principaux négociateurs des accords de Camp David de 1978 et du traité de paix israélo-égyptien signé par Anouar el-Sadate et Menahem Begin en 1979.
Député au Parlement égyptien entre 1988 et 1991, il est aussi ministre des Affaires étrangères par intérim en 1977 et de 1978 à 1979.
Président du Curatorium de l'Académie de droit international de La Haye, de l'organisation égyptienne des droits de l'homme, de la Société internationale pour le développement et du panel international Démocratie et développement à l'Unesco, il est l'une des figures essentielles de la politique égyptienne de la fin du XXe siècle,.

### Secrétaire général des Nations unies
Il prend les fonctions de secrétaire général des Nations unies le 1er janvier 1992 pour un mandat de cinq ans. On retiendra sa contribution essentielle à la doctrine de la diplomatie préventive : l'Agenda pour la paix. Mais on lui reproche les échecs de la force onusienne en Yougoslavie, au Rwanda et au Sahara occidental.
En tant que secrétaire général, il prit une initiative historique, sans passer par l'Assemblée générale ni par le Conseil de sécurité. Il convoqua en 1993 à Vienne la première réunion mondiale sur les droits de l'homme depuis celle de 1948 à Paris. Il s'agissait de réunir, dans une seule et même déclaration, les droits civils et politiques et les droits économiques, sociaux et culturels. Sous le titre de "Déclaration de Vienne", le projet de résolution fut adopté par les 171 États membres le 25 juin 1993. Désormais, tous les droits de l'homme (civils et politiques ; économiques; sociaux et culturels) étaient déclarés universels, indivisibles et interdépendants.

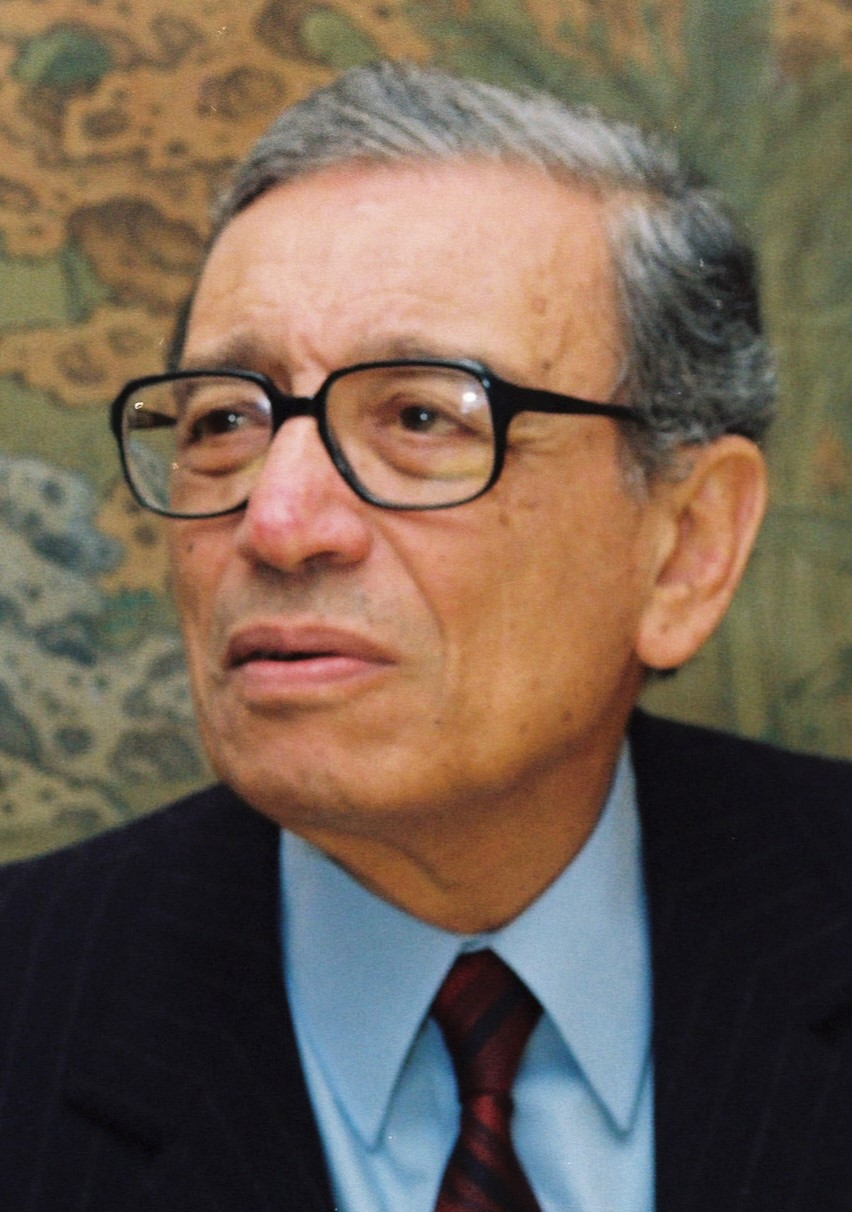
Boutros Boutros Ghali (1993).

Les Américains, soucieux de ne pas s'opposer ouvertement au secrétaire général de l'ONU, s’abstinrent au moment du vote. Jusqu'à aujourd'hui, ils refusent de reconnaître les droits économiques, sociaux et culturels - et notamment le droit à l'alimentation.
Boutros-Ghali fit voter la création d'une nouvelle instance : le Haut-Commissariat aux droits de l'homme. Mais Jean Ziegler souligne qu'il s'agit d'un "faux haut-commissariat, dépourvu d'indépendance administrative, politique et budgétaire, et privé de conseil d'administration propre."
En 1996, l'armée israélienne envahit le Sud du Liban, après des opérations terroristes visant la population civile d'Israël. Dans la localité de Cana était établi un poste de la Force intérimaire des Nations unies au Liban (Finul). Les avions israéliens bombardèrent les villages. Plusieurs centaines de familles paysannes se réfugièrent alors à Cana. L'artillerie israélienne attaqua la bourgade. Elle tua plus d'une centaine de femmes, d'enfants et d'hommes (Massacre de Qana). Boutros-Ghali constitua alors une commission d'enquête internationale, sous la responsabilité d'un général néerlandais. Mme Madeleine Albright, secrétaire d'État américaine, exigea la dissolution de cette commission d'enquête, ce que Boutros refusa.
Si les secrétaires généraux occupent généralement deux mandats, on notera que fin 1996, l'administration Clinton obtint le renvoi du récalcitrant Boutros-Ghali arrivé au terme de son premier mandat. Kofi Annan lui succède le 1er janvier 1997.

### Secrétaire général de la francophonie

Boutros Boutros-Ghali au siège de l'UNESCO à Paris (2002).

Il est nommé secrétaire général de la Francophonie de 1997 à 2002, concrétisant ainsi sa proximité diplomatique avec la France sur la scène internationale. Il est vice-président du Haut Conseil de la francophonie.

### Dernières années d'activité

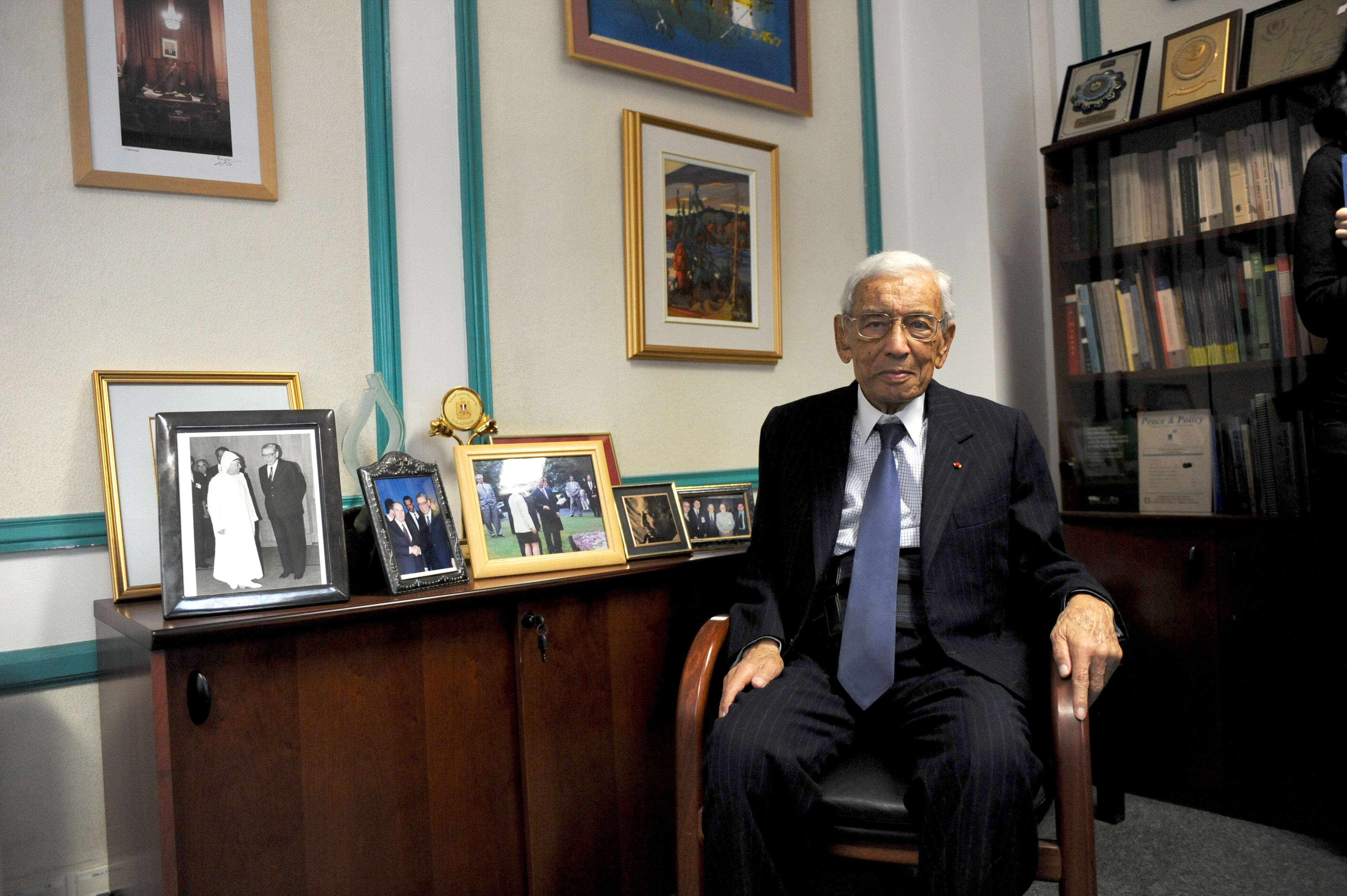
Boutros Boutros-Ghali, le 28 février 2011 à Paris.

Il est membre du comité de parrainage du Tribunal Russell sur la Palestine dont les travaux ont commencé le 4 mars 2009. Il a déclaré à cette occasion : « Je tiens à vous dire combien votre action en faveur de la création du Tribunal Russell sur la Palestine me tient à cœur. Et mon appui vous est acquis dans cette initiative qui cherche à condamner les atrocités commises à Gaza » (Lettre datée du 24 février 2009).
Il continue également de participer activement, jusqu'à son décès, aux différents travaux de l'Organisation des Nations unies pour l'éducation, la science et la culture, et en particulier aux Entretiens du XXIe siècle. À partir de 2009, Boutros Boutros-Ghali est également membre du jury du Prix pour la prévention des conflits décerné annuellement par la Fondation Chirac.
En août 1993, l'université catholique de Louvain lui remis un Doctorat honoris causa en hommage à sa contribution à la paix dans le monde. En avril 2007, il se voit accorder le titre de docteur honoris causa de la part de l’Université du Québec à Chicoutimi (Canada, Québec, Saguenay) pour avoir contribué de façon remarquable au développement de la collectivité. Il est par ailleurs titulaire de plusieurs récompenses académiques de diverses universités dans le monde et de plusieurs décorations internationales.

### Mort
Le Conseil de sécurité des Nations unies annonce, le 16 février 2016, la mort de l'ancien secrétaire général de l’organisation, d'une fracture du bassin ou de la jambe à la suite d'une chute accidentelle à l’âge de 93 ans.

## Hommages

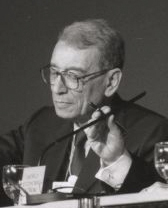
Boutros Boutros-Ghali au Forum économique mondial (1995).

Le 18 février 2016, ses obsèques ont réuni plusieurs personnalités politiques au Caire, dont le président égyptien Abdel Fattah al-Sissi, Lakhdar Brahimi, Irina Bokova, le pape copte Tawadros II et cheikh Ahmed el-Tayeb, Grand Imam de la mosquée al-Azhar. Le même jour, l’Assemblée générale des Nations unies a salué en lui la mémoire d’un diplomate accompli et d’un juriste de premier plan qui a dirigé l’Organisation des Nations unies au cours d’une période de grands changements.
Différents leaders politiques ont également rendu un hommage unanime à un « grand serviteur de l'ONU » insistant sur ses qualités humaines et politiques,. François Hollande a, quant à lui, rendu hommage à Boutros Boutros-Ghali, estimant que son parcours va « inspirer l'action de la communauté internationale à l'heure où le Moyen-Orient connaît de nouveaux drames ».
Le 18 février 2016, lors d'une cérémonie organisée au siège des Nations unies à New York, Ban Ki-moon a salué en lui l'éminent diplomate, dont le mandat onusien avait été marqué par le contexte d'après-guerre froide. Le 18 novembre 2016, l'UNESCO organise un symposium consacré à sa vision et à son action en faveur de la paix et du développement. Le 30 mars 2017, lors d’une cérémonie tenue au siège de l’Organisation internationale de la Francophonie, à Paris, la Secrétaire générale de la Francophonie, Michaëlle Jean, a procédé au lancement officiel de l’Observatoire Boutros Boutros-Ghali du maintien de la paix.

## Honneurs

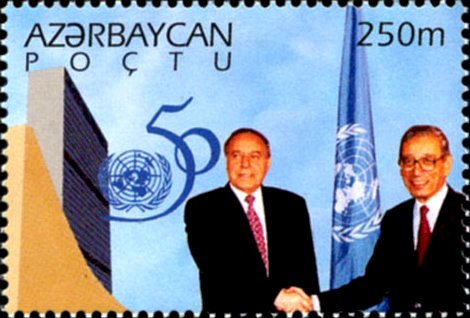
Boutros Boutros-Ghali sur un timbre d'Azerbaïdjan (1995).

### Décorations

#### Décorations égyptiennes
- Grand collier de l'ordre du Nil
- Grand cordon de l'ordre de la République
- Grand cordon de l'ordre du Mérite civil

#### Décorations étrangères
- Grand-croix de l’ordre du Mérite de la République fédérale d'Allemagne ( Allemagne)
- Grand-croix de l'ordre du Libérateur San Martín ( Argentine)
- Grand cordon de l'ordre de Léopold ( Belgique)
- Grand-croix de l'ordre national de la Croix du Sud du Brésil ( Brésil)
- Compagnon de l'ordre du Canada ( Canada)[26]
- Grand-croix de l’ordre de la reconnaissance centrafricaine ( République centrafricaine)
- Grand-croix de l'ordre du Mérite du Chili ( Chili)
- Grand-croix de l’ordre de Boyacá ( Colombie)
- Chevalier du grand ordre de Mugunghwa ( Corée du Sud)
- Grand-croix l'ordre du Mérite ivoirien ( Côte d'Ivoire)
- Chevalier de l’ordre de l'Éléphant ( Danemark)
- Grand-croix de l’ordre national de Saint-Laurent ( Équateur)
- Grand-croix de la Légion d'honneur ( France, remise le 26 octobre 1994 par le président François Mitterrand[27],[28])
- Grand-croix de l’ordre du Rédempteur ( Grèce)
- Chevalier grand-croix au grand cordon de l'ordre du Mérite de la République italienne ( Italie)[29]
- Grand cordon de l'ordre du Chrysanthème ( Japon)
- Grand-croix de l'ordre de Mérite du Grand-Duché de Luxembourg ( Luxembourg)
- Grand-croix de l'ordre national du Mali ( Mali)
- Chevalier grand-croix d'honneur de l'ordre souverain de Malte ( Ordre souverain de Malte)[30]
- Grand-croix de l'ordre de l'Aigle aztèque ( Mexique)
- Membre de 1re classe de l'ordre de l’Étoile ( Népal)
- Grand-croix avec collier de l'ordre de Saint-Olaf ( Norvège)[31]
- Grand-croix de l'ordre du Soleil ( Pérou)
- Grand-croix de l'ordre de l'Infant Dom Henri ( Portugal)[32]
- Grand-croix de l'ordre de la Pléiade ( Québec)
- Grand-croix de l'ordre de l'Étoile de Roumanie ( Roumanie)[33]
- Grand-croix de l'ordre de José Simeón Cañas ( Salvador)
- Grand-croix de l’ordre national du Lion ( Sénégal)
- Grand-croix de l'ordre royal de l'Étoile polaire ( Suède)
- Chevalier de l'ordre de Pie IX ( Vatican)

### Doctoratshonoris causa

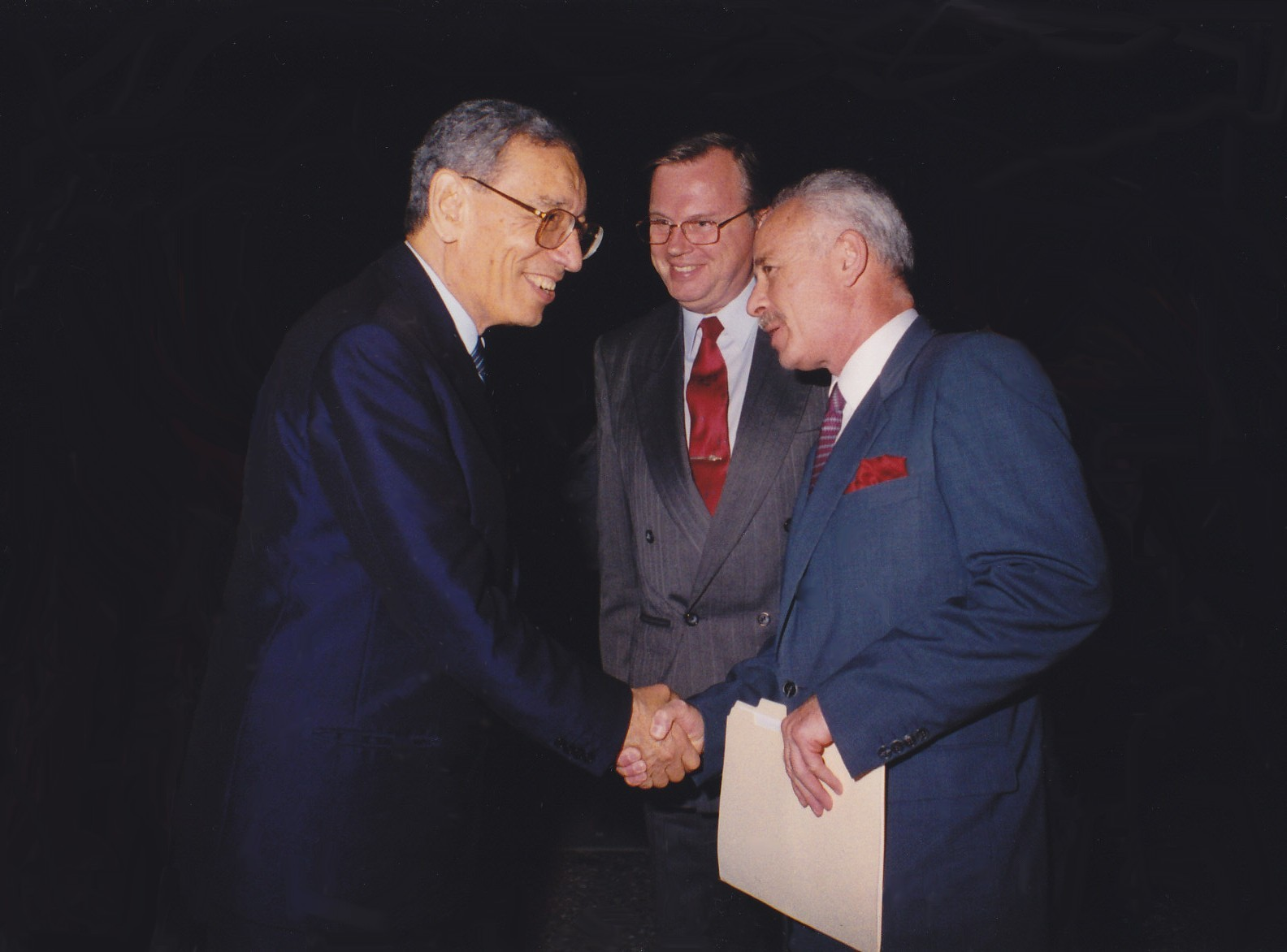
Boutros Boutros-Ghali avec Jean-Pierre Lévy et Hans Corell (1994).

- Docteur honoris causa de l'Institut d’études politiques de Paris
- Docteur honoris causa de l'Académie des sciences de Russie
- Docteur honoris causa de l'université catholique de Louvain
- Docteur honoris causa de l'université Laval
- Docteur honoris causa de l'Université Charles-III de Madrid
- Docteur honoris causa de l'université de Moncton
- Docteur honoris causa de l'université de Bucarest
- Docteur honoris causa de l'université de Bakou
- Docteur honoris causa de l'université d'Erevan
- Docteur honoris causa de l'université de Haïfa
- Docteur honoris causa de l'université de Vienne
- Docteur honoris causa de l'université de Melbourne
- Docteur honoris causa de l'université Carleton
- Docteur honoris causa de l'université de Bordeaux
- Docteur honoris causa de l'université de Séoul
- Docteur honoris causa de l'université du Québec à Chicoutimi
- Docteur honoris causa de l'université Waseda[34]

### Prix et récompenses

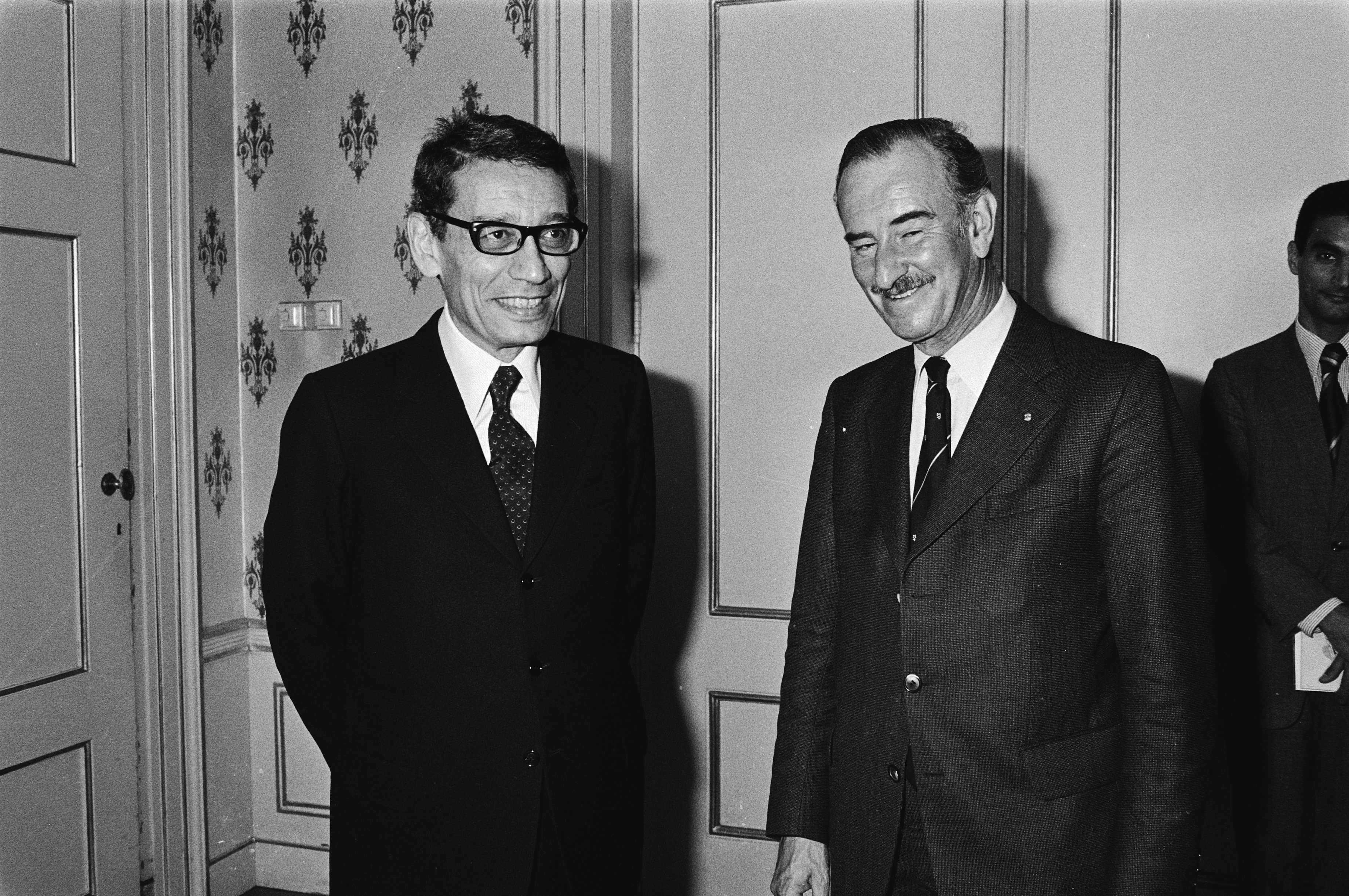
Boutros Boutros-Ghali avec Chris van der Klaauw (1980).

- Le World Affairs Council Christian A. Herter memorial award, Boston (mars 1993)
- "L'homme de la paix" parrainée par la Fondation "Ensemble pour la paix", Italie (juillet 1993)
- Le Arthur A. Houghton Jr. Star Crystal Award for Excellence de l'Institut afro- américain, New York (novembre 1993)
- Le prix Onassis de la compréhension internationale et de l'action sociale, Athènes (juillet 1995)

## Principales publications
- Contribution à l’étude des ententes régionales, Paris, éd. Pedone, 1949
- Cours de Diplomatie et de Droit Diplomatique et consulaire, Le Caire, éd. Librairie Anglo-égyptienne, 1951
- Le problème du canal de Suez, Le Caire, éd. Société égyptienne du droit international, 1957
- Le principe d’égalité des États et des organisations internationales, Leyde, éd. Académie de droit international, 1961
- Contribution à une théorie générale des alliances, Paris, éd. Pedone, 1963
- Le Mouvement afro-asiatique (avec Simone Dreyfus), Paris, Puf, 1969[35]
- L'organisation de l'Unité africaine, Paris, éd. Armand Colin, 1969[36]
- Les difficultés institutionnelles du panafricanisme, Genève, éd. Institut Universitaire des Hautes études Internationales, 1971
- Les conflits des frontières en Afrique (avec Nabia El-Asfahany), Paris, éd. Techniques et Économiques, 1972[37]
- La Ligue des États arabes, Leyde, éd. Brill, 1972
- Agenda pour la paix, New York, éd. Nations unies, 1992
- Le chemin de Jérusalem, Paris, éd. Fayard, 1997
- (en) Essays on Leadership (avec George H. W. Bush, Jimmy Carter, Mikhaïl Gorbatchev et Desmond Tutu), Washington, éd. Carnegie Commission on Preventing Deadly Conflict, 1998
- Mes années à la maison de verres, Paris, éd. Fayard, 1999[38]
- Quel processus de paix au Proche-Orient ? : Une lecture de l'approche israélienne, Paris, éd. Publisud, 2000
- Paix, développement, démocratie. Trois agendas pour gérer la planète, Paris, éd. Pedone, 2002[39]
- L'interaction démocratie et développement [sous la dir. de], Paris, éd. Unesco, 2002 (lire en ligne)
- Démocratiser la mondialisation, Paris, éd. Rocher, 2002
- Émanciper la Francophonie, Paris, éd. L'Harmattan, 2003
- (en) The Papers of United Nations Secretary (avec Charles Hill), New York, éd. Yale University Press, 2003
- En attendant la prochaine lune... : Carnets (1997-2002), Paris, éd. Fayard, 2004
- Est-ce ainsi que les hommes vivent (avec Gabriel Bauret et Michel Onfray), Paris, éd. du Chêne, 2005
- 60 Ans de conflit israélo-arabe : Témoignages pour l'Histoire (avec Shimon Peres), Paris, éd. Complexes, 2006[40]
- Entre le Nil et Jérusalem : Chroniques d'un diplomate égyptien 1981-1991, Paris, éd. Rocher, 2011
- (en) The Arab League (1945–1955) : International Conciliation, Londres, éd. Literary Licensing Publisher, 2013